# Instituto de Investigación para la Paz de Oslo
El Instituto de Investigación para la Paz de Oslo (en inglés Peace Research Institute Oslo ( PRIO ; noruego : Institutt for fredsforskning ) es una institución privada de investigación en estudios de paz y conflictos , con sede en Oslo , Noruega , con alrededor de 100 empleados. Fue fundado en 1959 por un grupo de investigadores noruegos dirigido por Johan Galtung , quien también fue el primer director del instituto (1959-1969). Publica el Journal of Peace Research , también fundado por Johan Galtung.
En 2019, PRIO ocupó el puesto 50 entre los Think tanks a nivel mundial.

## Historia
Johan Galtung , fundador y primer director de PRIO, es considerado el principal fundador de los estudios de paz y conflictos , y acuñó el término construcción de paz.
El instituto originalmente era un departamento del Instituto Noruego de Investigación Social en Oslo y se convirtió en un instituto independiente en 1966. Fue uno de los primeros centros de investigación de la paz en el mundo, y es el único instituto de investigación de la paz de Noruega. El director del instituto desde 2017 es Henrik Urdal , con Torunn Tryggestad como subdirector. Desde 2005, el instituto se encuentra en el antiguo edificio de la fábrica de gas en el centro de Oslo.
PRIO es una fundación independiente, gobernada por una junta de siete miembros. La junta incluye dos empleados de PRIO, dos miembros designados por el Consejo de Investigación de Noruega , un miembro designado por el Instituto de Investigación Social, uno por la Universidad de Oslo y uno por la Asociación de Estudios Internacionales Nórdicos .
Los directores anteriores de PRIO son, cronológicamente, Johan Galtung (1959–69), Asbjørn Eide (1970, 1980–81), Helge Hveem (1971), Nils Petter Gleditsch (1972, 1977–78), Kjell Skjelsbæk (1973–74), Ole Kristian Holthe (1975–76), Tord Høivik (1979–80, 1984–86), Marek Thee (1981–83), Sverre Lodgaard (1986–92), Hilde Henriksen Waage (const., 1992–93), Dan Smith (1993-2001), Stein Tønnesson (2001-2009), Kristian Berg Harpviken (2009-2017) y Henrik Urdal(2017-presente). Después de la renuncia de Galtung en 1969, el personal del instituto eligió un director por un período de un año . En 1986 se cambió a un período de tres años, y nuevamente en 1993 a un máximo de dos períodos consecutivos de cuatro años. 
El primer presidente de la junta de PRIO fue Erik Rinde (1966-1979), director del Instituto de Investigaciones Sociales . Le sucedieron Torstein Eckhoff (1979-1986), Bernt Bull (1987-1994), Frida Nokken (1995-2000), Helge Pharo (2000-2003), Øyvind Østerud (2004-2006), Bernt Aardal (2007-2016). ) y Åslaug Marie Haga (2016-presente). 
PRIO está financiado principalmente por el Consejo de Investigación de Noruega y el Ministerio de Relaciones Exteriores , con algunos fondos adicionales del Ministerio de Defensa , varias organizaciones internacionales como el Banco Mundial y la Unión Europea , y fundaciones privadas.

## Investigación
El Instituto de Investigación para la Paz de Oslo
El propósito del instituto, tal como se formula en los estatutos, es "realizar investigaciones sobre las condiciones de las relaciones pacíficas entre naciones, grupos e individuos". Los investigadores provienen de una variedad de disciplinas en las ciencias sociales y humanidades, incluidas las ciencias políticas , la sociología , la antropología , la psicología , la geografía humana , la historia , la historia de la religión y la filosofía . Los resultados de la investigación se publican principalmente como artículos en revistas académicas revisadas por pares., antologías o monografías, así como en informes y artículos más orientados a las políticas, como las series internas de PRIO.
Aproximadamente el 15 por ciento del presupuesto del instituto se compone de una subvención básica del Consejo de Investigación de Noruega, y el 85 por ciento restante se financia sobre la base de proyectos.  En 2009, PRIO inició la fundación de la Fundación para la Investigación de la Paz con sede en Estados Unidos.
En Oslo, PRIO acogió la Iniciativa Noruega sobre Transferencias de Armas Pequeñas, que se cerró en 2017 debido a la falta de financiación. Esta fue una iniciativa conjunta de PRIO, la Cruz Roja Noruega y la Ayuda de la Iglesia Noruega para ayudar a bloquear la propagación de armas pequeñas a áreas donde es probable que se utilicen en guerras, violencia armada o abusos contra los derechos humanos. 
El personal comprende un grupo básico de 40 a 50 investigadores y personal de apoyo a tiempo completo. Además, hay investigadores afiliados a tiempo parcial con PRIO, académicos visitantes, pasantes y estudiantes.

## Centros de investigación

### Centro de Estudios de la Guerra Civil
De 2003 a 2012, PRIO acogió el Centro para el Estudio de la Guerra Civil, uno de los 13 "Centros de Excelencia" originales en Noruega. El director durante todo el período de diez años fue Scott Gates . 

### Centro de Chipre
El instituto mantiene un centro en Nicosia , Chipre , conocido como PRIO Cyprus Center. A través de su red, proyectos y foros de diálogo, el Centro de Chipre PRIO tiene como objetivo fomentar la cooperación entre greco y turcochipriotas y fortalecer la cooperación regional en el Mediterráneo oriental en general. 

### Centro de Género, Paz y Seguridad
En 2015, PRIO estableció su Centro de Género, Paz y Seguridad, que se dedica a la investigación en estudios de género y conflictos . En particular, el centro estudia temas como la violencia sexual en situaciones de conflicto , la representación de las mujeres en la mediación y los arreglos posteriores al conflicto, y la seguridad de género .

## Revistas
PRIO posee dos revistas académicas, ambas editadas en el instituto y publicadas por SAGE Publications : Journal of Peace Research , editado por Gudrun Østby y Security Dialogue , editado por Mark B. Salter .

## Educación
PRIO ofrece una cantidad limitada de servicios educativos. La Escuela de Investigación sobre la Paz y los Conflictos es un centro de formación multidisciplinario, donde académicos visitantes imparten una serie de cursos. Las instituciones asociadas incluyen la Universidad de Oslo y la Universidad Noruega de Ciencia y Tecnología . Los cursos se concentran en redacción académica, metodología de investigación y temas de actualidad. 
Hasta 2013, PRIO y Bjørknes College ofrecieron programas de maestría conjuntos con la Universidad Nacional de Australia y la Universidad de Stellenbosch en economía política internacional y dinámica de conflictos, así como estudios de paz y conflictos. 

## Discurso anual de paz de PRIO
Iniciado en 2010, el Discurso Anual de Paz de PRIO tiene como objetivo crear conciencia, estimular el debate público y aumentar la comprensión sobre las condiciones para la paz en el mundo. Invitando a investigadores y otras personas con opiniones firmes sobre temas relacionados con la paz, la idea es desafiar a la comunidad de investigación sobre la paz sugiriendo nuevas medidas y aportando nuevas perspectivas sobre la paz y la guerra.
- 2010: Jon Elster : Justicia, Verdad, Paz
- 2011: John Lewis : El papel de la no violencia en la lucha por la liberación
- 2012: Azar Gat : ¿ Paz para nuestro tiempo?
- 2013: Jody Williams : El poder del activismo global
- 2014: Paul Collier : Conflicto civil: ¿Cuáles son los riesgos actuales y cuáles son las soluciones realistas?
- 2015: John Mueller : Los peligros del alarmismo
- 2016: Francesca Borri : La contribución periodística a la paz
- 2017: Obiageli Ezekwesili : Educación y paz
- 2018: Debarati Guha-Sapir : la epidemiología de los conflictos armados
- 2019: Steven Pinker : ¡ Iluminación ahora!